# Смоляк, Ладислав
Ладислав Смоляк (чеш. Ladislav Smoljak; 9 декабря 1931, Прага — 6 июня 2010, Кладно) — чешский актёр, театральный режиссёр
 и кинорежиссёр
.

## Биография
Смоляк пытался поступить в Академию художеств, но провалился на экзаменах. Вместо этого он изучал физику и математику на педагогическом факультете Карлова университета, а позже работал в качестве журналиста и сценариста. Вместе со Зденеком Свераком основал Театр Яры Цимрмана в Праге, названный в честь чешского гения — персонажа, придуманного Свераком. Смоляк писал сценарии и снял несколько фильмов, имевших большой успех у публики. Снимался в фильмах О. Липского и И. Менцеля.
6 июня 2010 скончался после долгой борьбы с раком.